# Jacopo Pirona
Jacopo Pirona (Dignano, 22 novembre 1789 – Udine, 4 gennaio 1870) è stato un abate, scrittore e linguista italiano. A lui si deve il primo dizionario con grafia unificata in lingua friulana.

## Biografia
Nasce da una nobile famiglia friulana, le cui prime notizie risalgono al 1400, e il cui simbolo araldico è rappresentato da un leone rampante che coglie una pera.
Dopo gli studi al seminario di Udine, divenne abate.
Fu "la figura più importante per la cultura friulana dal secondo decennio dell'Ottocento alla fine degli anni sessanta" e, infatti, rivestì diverse cariche: fu direttore dei Civici musei di Udine, del locale ginnasio (presso il quale insegnò) e della Società del gabinetto di lettura di Udine, fu censore provinciale delle stampe e presidente dell'Accademia di Udine. Decisivo, inoltre, fu il suo ruolo nella nascita e nello sviluppo della Biblioteca civica di Udine, di cui fu bibliotecario dal 1866 al 1868.
Latinista e friulanista, fu anche scrittore in lingua italiana e latina. La sua opera più nota è il Vocabolario friulano, spesso considerato il primo dizionario di lingua friulana, redatto con la collaborazione del nipote Giulio Andrea e dato alle stampe postumo, nel 1871, a Venezia, coi tipi dello stabilimento Antonelli.
Lo stesso nipote, insieme a Ercole Carletti, e Giovanni Battista Corgnali, pubblicarono Il nuovo Pirona (Udine, A. Bosetti, 1935); entrambi i vocabolari sono stati più volte ristampati dalla Società filologica friulana.
Le sue spoglie riposano nel cimitero monumentale di Udine, assieme alle spoglie degli uomini illustri friulani.

## Pubblicazioni
- Pei monumenti storici del Friuli. Discorso tenuto nell'Accademia di Udine il dì 3 giugno 1832, Udine, Mattiuzzi, 1832.
- Pei monumenti storici del Friuli. Discorso secondo tenuto nell'Accademia di Udine il dì 4 agosto 1833. Udine, Trombetti-Murero, 1833.
- Elogio di Domenico Sabbadini. Detto in Udine il dì 16 febbraio 1834, Udine, L. Vendrame, 1834.
- Per la solenne annua distribuzione dei premj d'industria. Allocuzione tenuta il giorno 7 gennaio 1844 nell'aula municipale di Udine, [s.i.], [s.n.], 1844.
- Elogio del padre Gian Vincenzo Maria Marzari dell'ordine dei predicatori detto nella chiesa di S. Pietro martire di Udine nel giugno 1836, Udine, Tipografia Turchetto, 1845.
- Della biblioteca di Sandaniele. Discorso tenuto il dì 16 luglio 1846 nella inaugurazione della effigie di monsignore Carlo Fontanini vescovo di Concordia, Sandaniele del Friuli, Tipografia Biasutti, 1846.
- Inaugurazione della effigie di monsignore Carlo Fontanini, vescovo di Concordia ..., Sandaniele del Friuli, Tipografia Biasutti, 1846.
- Nei funerali di Zaccaria Bricito che fu Arcivescovo di Udine. Parole dette in nome della città dal sacerdote prof. Jacopo Pirona il dì 11 febbraio 1851, Udine, Tipografia Vendrame, 1851.
- Sul progetto di un piano di organizzazione dei ginnasj e delle scuole tecniche nell'Impero austriaco, Udine, Trombetti-Murero, 1851.
- Della parte che spetta alla religione nell'istruzione ginnasiale, Milano, F. Centenari, 1855.
- Del museo friulano. Relazione, Udine, Tipografia Jacob e Colmegna, 1868.
- Vocabolario friulano dell'abate Jacopo Pirona; pubblicato per cura del dott. Giulio Andrea Pirona, Venezia, coi tipi dello stabilimento Antonelli, 1871. Ristampa anastatica: Udine, a cura dell'Assessorato all'istruzione ed edilizia scolastica della provincia di Udine, 1985.
- Ricordazione del canonico Francesco Tomadini, Udine, Tipografia A. P. Cantoni, 1886.